# Dubinectes acutirostrum
Dubinectes acutirostrum är en kräftdjursart som beskrevs av Malyutina och Brandt 2006. Dubinectes acutirostrum ingår i släktet Dubinectes och familjen Munnopsidae. Inga underarter finns listade i Catalogue of Life.